# Waidhaus
Waidhaus – gmina targowa w Niemczech, w kraju związkowym Bawaria, w rejencji Górny Palatynat, w regionie Oberpfalz-Nord, w powiecie Neustadt an der Waldnaab. Leży w Lesie Czeskim, około 25 km na południowy wschód od Neustadt an der Waldnaab, przy  granicy z Czechami, autostradzie A6 i drodze B14.

## Okolica
Okolica: Rozvadov, Eslarn, Pleystein, Georgenberg.

## Dzielnice
W skład gminy wchodzą następujące dzielnice: Berghaus, Birklohe, Frankenreuth, Grafenau, Hagendorf, Hörlmühle, Kühmühle, Marxmühle, Naglerhof, Oberströbl, Ödkührieth, Papiermühle, Pfälzerhof, Pfrentsch, Reichenau, Reinhardsrieth i Ziegelhütte.

## Demografia
| Data       | Liczba mieszk. |
| 01.12.1840 | 1.886          |
| 01.12.1900 | 2.331          |
| 13.09.1950 | 3.286          |
| 25.05.1987 | 2.413          |
| 31.12.2000 | 2.586          |
| 31.12.2001 | 2.548          |
| 31.12.2002 | 2.534          |
| 31.12.2003 | 2.500          |
| 31.12.2004 | 2.499          |
| 31.12.2005 | 2.462          |
| 29.01.2007 | 2.456          |

## Oświata
(na 1999)

W gminie znajduje się 50 miejsc przedszkolnych (62 dzieci) oraz szkoła podstawowa (8 nauczycieli, 186 uczniów).